# Tricentra spilopera
Tricentra spilopera là một loài bướm đêm trong họ Geometridae.